# امیر حیات‌مقدم
امیر حیات مقدم(زاده ۱۳۴۲ هندیجان) نظامی و سیاستمدار ایرانی است وی در دولت نهم  استاندار خوزستان بود . وهم‌اکنون به‌عنوان نماینده مجلس در دوره دوازدهم از حوزه انتخابیه بندرماهشهر، امیدیه، هندیجان و بخش جولکی فعالیت می‌کند. 
وی در دولت نهم به‌عنوان استاندار خوزستان فعالیت داشت.حیات‌مقدم رئیس پژوهشکده امنیت ملی کشور و از اعضای هیئت علمی و شورای عالی دانشگاه عالی دفاع ملی بوده‌است.
حیات‌مقدم دانش‌آموخته کارشناسی حقوق و کارشناسی ارشد مدیریت می‌باشد. وی از سال ۱۳۵۹ به عضویت سپاه پاسداران درآمد و در طول جنگ ایران و عراق از اعضای این نهاد بود. حیات‌مقدم از ۱۳۶۵ تا ۱۳۶۶ رئیس ستاد قرارگاه کربلا بود، از ۱۳۶۶ تا ۱۳۶۷ ریاست ستاد نیروی زمینی سپاه پاسداران را برعهده داشت و از ۱۳۶۸ تا ۱۳۶۹ به‌عنوان معاون آموزش فرمانده کل سپاه پاسداران و با حفظ سمت فرماندهی قرارگاه سازندگی قائم را برعهده داشت. وی در فاصله سال‌های ۱۳۷۰ تا ۱۳۷۶ جانشین فرمانده نیروی هوایی سپاه پاسداران بود و از ۱۳۷۶ تا ۱۳۷۹ فرماندهی دانشگاه فرماندهی و ستاد سپاه پاسداران را برعهده داشت. او برای دومین بار از ۱۳۸۰ تا ۱۳۸۴ جانشین فرمانده نیروی هوایی سپاه پاسداران و با حفظ سمت ریاست ستاد قرارگاه پدافند هوایی کشور نیر برعهده داشته. سپس در سال۱۳۸۴ با روی کار آمدن دولت نهم وی به‌عنوان استاندار خوزستان منصوب شد و تا سال ۱۳۸۶ در این جایگاه فعالیت داشت. سپس طی حکمی از سوی رئیس ستاد کل نیروهای مسلح از سال ۱۳۸۶ تا ۱۳۹۰ به‌عنوان رئیس مدیریت راهبردی و منابع انسانی مرکز تحقیقات راهبردی دفاعی و از سال ۱۳۹۰ تا ۱۳۹۶ به‌عنوان رئیس بررسی تهدیدات مرکز تحقیقات راهبردی دفاعی و از سال ۱۳۹۶ تاکنون ریاست پژوهشکده امنیت ملی کشور را برعهده دارد.

## زندگی
وی فعالیت خود را از سپاه پاسداران انقلاب اسلامی آغاز کرد و در طول جنگ ایران و عراق از اعضای سپاه پاسداران بود. وی دانش آموخته کارشناسی حقوق، کارشناسی ارشد مدیریت و دکترای جغرافیای سیاسی میباشد. وی در سال ۱۳۶۸ نشان فتح درجه سه دریافت نمود. حیات مقدم در سال ۱۳۷۶ در سن ۳۴ سالگی درجه سرتیپی را دریافت کرد.
 و هم‌اکنون از فرماندهان ارشد ستاد کل نیروهای مسلح می‌باشد.

## نشان درجه ۳ فتح
امیر حیات‌مقدم در تاریخ ۵ مهرماه سال ۱۳۶۸ به همراه ۵۳ نفر از فرماندهان تراز اول جنگ ایران و عراق، نشان فتح درجه ۳ از رهبر جمهوری اسلامی دریافت نمود.

## مناصب
- ریاست ستاد قرارگاه کربلا
- ریاست ستاد نیروی زمینی سپاه پاسداران
- معاون آموزش فرمانده کل سپاه پاسداران
- فرمانده قرارگاه سازندگی قائم
- جانشین فرمانده نیروی هوایی سپاه پاسداران
- فرمانده دانشگاه فرماندهی و ستاد سپاه پاسداران
- ریاست ستاد قرارگاه پدافند هوایی کشور
- استاندار خوزستان
- ریاست مدیریت راهبردی و منابع انسانی مرکز تحقیقات راهبردی دفاعی
- ریاست بررسی تهدیدات مرکز تحقیقات راهبردی دفاعی
- عضو هیئت مدیره شرکت هواپیمایی آسمان
- ریاست پژوهشکده امنیت ملی کشور
- نماینده دوازدهمین دوره مجلس شورای اسلامی در حوزه انتخابیه ماهشهر ،هندیجان، امیدیه، جولکی

## آثار
- راهبردهای جمهوری اسلامی ایران در جنگ تحمیلی و کاربرد آن در آینده
- گام دوم انقلاب در خوزستان[۱۶]